# كريس تورنر (لاعب كرة قدم أمريكية)
كريس تورنر (بالإنجليزية: Chris Turner)‏ هو لاعب كرة قدم أمريكية أمريكي، ولد في 8 سبتمبر 1987 في سيمي فالي في الولايات المتحدة.